# يوري مارتينوف
يوري مارتينوف (بالأوكرانية: Юрій Петрович Мартинов)‏ هو لاعب كرة قدم أوكراني في مركز الهجوم، ولد في 5 يونيو 1965 في خيرسون في أوكرانيا. لعب مع وارتا بوزنان.

## وصلات خارجية
- يوري مارتينوف على موقع اتحاد أوكرانيا (الإنجليزية)
- يوري مارتينوف على موقع قاعدة بيانات كرة القدم.إي يو (الإنجليزية)
- يوري مارتينوف على موقع ناشيونال فوتبول تيمز (الإنجليزية)
- يوري مارتينوف على موقع Soccerway.com (الإنجليزية)